# Océano mundial

Animación mostrando diferentes posibles formas de dividir el cuerpo principal de aguas marinas en "océanos".

Océano mundial u océano global (de las expresiones inglesas world ocean y global ocean) es el sistema interconectado de masas de agua oceánicas o marinas de la Tierra. Comprende la mayor parte de la hidrosfera. La expresión «océano planetario» se utiliza más habitualmente en planetología para denominar a la masa oceánica de cualquier planeta oceánico.
La unidad y continuidad del océano mundial, con un intercambio relativamente libre entre sus partes, es de fundamental importancia para la oceanografía. Está dividido en varias zonas oceánicas principales que están delimitadas por los continentes y que tienen diferentes características oceanográficas. Estas divisiones son: el océano Atlántico, el océano Ártico (a veces considerado como un mar del Atlántico), el océano Índico, el océano Pacífico y el océano Antártico o Austral (a veces, considerado solo la parte sur de los océanos Atlántico, Índico y Pacífico). A su vez, las aguas oceánicas están intercaladas por muchos mares más pequeños y otros cuerpos de agua. 
El océano mundial ha de haber tenido una u otra forma de existencia en la Tierra desde los primeros eones (origen del agua en la Tierra), y fue esencial para el origen y el desarrollo de la vida. Su forma no ha sido constante, ya que la deriva continental la ha ido cambiando continuamente (en la escala de tiempo geológico —tectónica de placas—). Para el periodo (finales del Paleozoico y comienzos del Mesozoico) en que la mayor parte de las tierras emergidas formaban un único continente, que los paleogeólogos denominan Pangea («toda la tierra»), se denomina Panthalassa («todo el mar») a ese océano único. En distintas ocasiones de la historia geológica se han formado supercontinentes y superocéanos.
La percepción de su existencia se remonta a la antigüedad clásica, cuando se lo divinizaba (Ώκεανός -Okeanós-). La acuñación del concepto contemporáneo de «océano mundial» se debe al oceanógrafo ruso Yuly Shokalsky, que utilizó la expresión en su obra Oceanografía (1917) para describir lo que es básicamente un océano continuo y único, que cubre la mayor parte de la Tierra y rodea todas las masas continentales. 
En tanto que continuo, el océano mundial se puede visualizar como centrado en el océano Antártico. El Atlántico, Índico y Pacífico pueden ser vistos como grandes bahías o lóbulos extendiéndose hacia el norte desde el océano Antártico. Más al norte, el Atlántico se abre en el océano Ártico, que está conectado con el Pacífico por el estrecho de Bering: 
- El océano Pacífico, el mayor de los océanos, se extiende hacia el norte desde el océano Austral hasta el océano Ártico. Se extiende en la brecha comprendida entre Australia, Asia, América y Oceanía. El océano Pacífico encuentra al Atlántico al sur del de América del Sur, en el cabo de Hornos.
- El océano Atlántico, el segundo más grande, se extiende desde el océano Antártico, entre América del Sur, África, América del Norte y Europa, hasta el océano Ártico. El Atlántico se reúne con el océano Índico al sur de África, en el cabo Agulhas.
- El océano Índico se extiende hacia el norte desde el océano Antártico hasta la India, entre África y Australia. El océano Índico se une con el océano Pacífico al este, cerca de Australia.
- El océano Antártico es el océano que rodea a la Antártida, dominado por la corriente circumpolar antártica, en general, el mar al sur de los 60° de latitud sur. El océano Austral está parcialmente cubierto por la banquisa, que varía estacionalmente. El océano Antártico es el segundo más pequeño de los cinco océanos con nombre.
- El océano Ártico es el más pequeño de los cinco. Se une al Atlántico cerca de Groenlandia e Islandia, y se une al Pacífico en el estrecho de Bering. Está localizado sobre el Polo Norte, tocando América del Norte en el hemisferio occidental y Escandinavia y Asia en el hemisferio oriental. El océano Ártico está parcialmente cubierto por la banquisa, que varía estacionalmente. Algunas autoridades no consideran que el océano Ártico sea un verdadero océano, ya que está en gran parte rodeado por tierra, con solo un escaso intercambio de agua con los otros océanos. En consecuencia, es considerado por algunos como un mar del Atlántico, conocido como el «mar Mediterráneo Ártico» o «mar Ártico».